# Сборная Новой Зеландии по футболу
Сборная Новой Зеландии по футболу (англ. New Zealand national football team, маори He papa whutupaoro a-motu o Aotearoa) — национальная сборная, представляющая Новую Зеландию на международных соревнованиях по футболу. Управляющая организация — Футбольная ассоциация Новой Зеландии, входящая в Конфедерацию футбола Океании (ОФК). Известна под прозвищем «Олл Уайтс» (англ. All Whites, маори Ōmā — «все в белом»).
В рейтинге ФИФА на 31 марта 2022 года занимает 101-е место. Команда является шестикратным обладателем Кубка наций ОФК, однако на своём счету имеет всего два участия в чемпионатах мира, датируемые 1982 и 2010 годами. 24 марта 2025 года сборная квалифицировалась на свой третий чемпионат мира, обыграв в финале третьего раунда отборочного турнира сборную Новой Каледонии со счётом 0:3.

## История
Сборная Новой Зеландии дважды в своей истории выступала в финальной стадии чемпионатов мира. Дебют состоялся в 1982 году в Испании. В объединённом отборочном турнире зон Азии и Австралии в финальной группе новозеландцы поделили второе место со сборной Китая (первое место заняла сборная Кувейта), и, несмотря на то, что в личных встречах новозеландцы были сильнее китайцев (0:0 и 1:0), согласно регламенту были вынуждены играть дополнительный матч за вторую путёвку от зоны Азии и Австралии. Матч состоялся в Сингапуре 10 января 1982 года и закончился победой новозеландцев со счётом 2:1 (мячи на счету Стива Вуддина и Уинтона Руфера). На чемпионате мира новозеландцы крупно проиграли все три матча в группе: Шотландии (2:5), Бразилии (1:4) и СССР (0:3). Первый мяч в истории сборной Новой Зеландии на чемпионатах мира забил 15 июня 1982 года в Малаге в ворота сборной Шотландии полузащитник Стив Самнер.
Второй раз новозеландцам удалось выйти на чемпионат мира спустя 28 лет в 2010 году в ЮАР. В отборочном турнире новозеландцы в матчах плей-офф переиграли 5-ю команду азиатского отбора, сборную Бахрейна (0:0 и 1:0, единственный мяч в домашнем матче забил Рори Фаллон). В первом матче на чемпионате мира новозеландцы сыграли вничью со сборной Словакии (1:1), причём ответный мяч защитник новозеландцев Уинстон Рид забил на третьей добавленной ко второму тайму минуте. Во втором матче новозеландцы сенсационно сыграли вничью с чемпионами мира 2006 года сборной Италии (1:1), гол на счету форварда Шейна Смелца. В третьем матче новозеландцы сыграли вничью с Парагваем (0:0), это был первый матч на чемпионатах мира, в котором сборная Новой Зеландии не пропустила. В итоге новозеландцы заняли третье место в группе и не вышли в плей-офф, однако сумели опередить итальянцев, которые набрали всего два очка. Также Новая Зеландия стала единственной сборной, не потерпевшей на чемпионате ни одного поражения. В 2011 году сборная Новой Зеландии получила престижнейшую премию Halberg Awards как лучшая команда 2010 года.

## Текущий состав
Следующие игроки были вызваны в состав сборной главным тренером Дарреном Бейзли для участия в матчах отборочного турнира чемпионата мира 2026 против сборной Вануату (15 ноября 2024) и сборной Самоа (18 ноября 2024).
Игры и голы приведены по состоянию на 18 ноября 2024 года:
|  | Вр  | Макс Крокомб     | 12 августа 1993 (31 год)   | 13 | 0  | Бертон Альбион        |  |  |
|  | Вр  | Оливер Сэйл      | 13 января 1996 (29 лет)    | 9  | 0  | Перт Глори            |  |  |
|  | Вр  | Алекс Полсен     | 4 июля 2002 (22 года)      | 3  | 0  | Окленд                |  |  |
|  |     |                  |                            |    |    |                       |  |  |
|  | Защ | Томми Смит       | 31 марта 1990 (35 лет)     | 56 | 2  | Окленд                |  |  |
|  | Защ | Майкл Боксолл    | 18 августа 1988 (36 лет)   | 53 | 0  | Миннесота Юнайтед     |  |  |
|  | Защ | Тим Пэйн         | 10 января 1994 (31 год)    | 41 | 2  | Веллингтон Феникс     |  |  |
|  | Защ | Либерато Какаче  | 27 сентября 2000 (24 года) | 31 | 1  | Эмполи                |  |  |
|  | Защ | Нандо Пейнакер   | 25 февраля 1999 (26 лет)   | 23 | 0  | Окленд                |  |  |
|  | Защ | Сторм Ру         | 13 января 1993 (32 года)   | 15 | 0  | Сентрал Кост Маринерс |  |  |
|  | Защ | Тайлер Биндон    | 25 января 2005 (20 лет)    | 13 | 2  | Рединг                |  |  |
|  | Защ | Фрэнсис Де Врис  | 28 ноября 1994 (30 лет)    | 8  | 2  | Окленд                |  |  |
|  | Защ | Финн Серман      | 23 августа 2003 (21 год)   | 7  | 1  | Портленд Тимберс      |  |  |
|  |     |                  |                            |    |    |                       |  |  |
|  | ПЗ  | Элайджа Джаст    | 1 мая 2000 (25 лет)        | 32 | 6  | Санкт-Пёльтен         |  |  |
|  | ПЗ  | Мэттью Гарбетт   | 13 апреля 2002 (23 года)   | 28 | 5  | НАК Бреда             |  |  |
|  | ПЗ  | Марко Стаменич   | 19 февраля 2002 (23 года)  | 27 | 2  | Олимпиакос Пирей      |  |  |
|  | ПЗ  | Джо Белл         | 27 апреля 1999 (26 лет)    | 21 | 1  | Викинг                |  |  |
|  | ПЗ  | Каллум Макковатт | 30 апреля 1999 (26 лет)    | 20 | 4  | Силькеборг            |  |  |
|  | ПЗ  | Алекс Руфер      | 12 июня 1996 (28 лет)      | 18 | 0  | Веллингтон Феникс     |  |  |
|  | ПЗ  | Сарприт Сингх    | 20 февраля 1999 (26 лет)   | 16 | 2  | Униан Лейрия          |  |  |
|  |     |                  |                            |    |    |                       |  |  |
|  | Нап | Крис Вуд         | 7 декабря 1991 (33 года)   | 80 | 41 | Ноттингем Форест      |  |  |
|  | Нап | Коста Барбарусес | 19 февраля 1990 (35 лет)   | 65 | 7  | Веллингтон Феникс     |  |  |
|  | Нап | Бен Уэйн         | 11 июня 2001 (23 года)     | 22 | 8  | Мансфилд Таун         |  |  |
|  | Нап | Логан Роджерсон  | 28 мая 1998 (27 лет)       | 14 | 2  | Окленд                |  |  |
|  | Нап | Лиам Гиллион     | 17 октября 2002 (22 года)  | 2  | 0  | Окленд                |  |  |

## Форма

### Домашняя
| ЧМ-1982 | 1999 | КНОФК-2002 | 2003 | КНОФК-2004 | 2005 | КНОФК-2008 | ЧМ-2010 | КНОФК-2012 | КНОФК-2016 | 2018 |
| 2020    | 2022 | КНОФК-2024 |      |            |      |            |         |            |            |      |

### Гостевая
| ЧМ-1982 | 1999 | КНОФК-2002 | 2003 | КНОФК-2004 | 2005 | КНОФК-2008 | ЧМ-2010 | КНОФК-2012 | КНОФК-2016 | 2018 |
| 2020    | 2022 | КНОФК-2024 |      |            |      |            |         |            |            |      |